# « A » de Charlemagne
Le « A » de Charlemagne est un des vingt-quatre reliquaires que Charlemagne aurait fait fabriquer pour les abbayes qu'il a fondées dans son empire. Ayant la forme d'une lettre de l'alphabet, le A désigne l'abbaye de Sainte-Foy de Conques comme « le premier de ces monastères ». Ce reliquaire du XIIe siècle est composé d'un triangle ajouré en or et argent avec des pierres précieuses sur les montants. La base, plus solide, sert davantage à soutenir l'objet et est moins décorée. L'œuvre qui contiendrait les reliques de saints et le titulus de la Vraie Croix, a acquis une grande importance au fil du temps, car l'intérêt des pèlerins dans l'église abbatiale s'est également porté sur ce reliquaire en plus des reliques de sainte Foy. L'église, du fait de ces dernières, était une des grandes destinations des pèlerinages médiévaux.

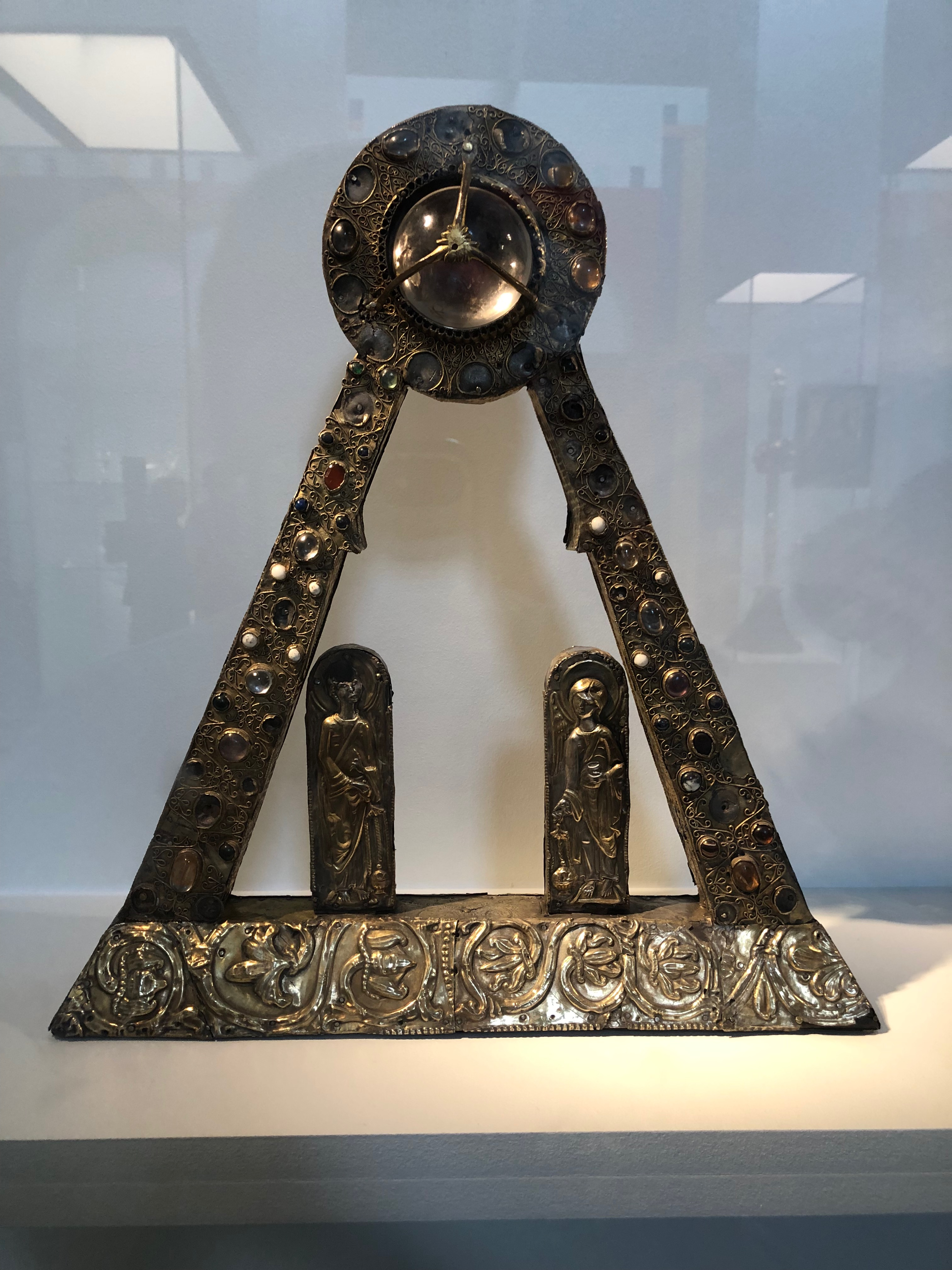
Vue d'une face du reliquaire

## Description
Le « A » de Charlemagne est un triangle ajouré en bois plaqué d'argent doré. Au sommet du triangle se trouve une partie circulaire orné d'un morceau de cristal de roche poli sur le côté frontal. Sous celui-ci se trouvent deux anges réalisés en métal repoussé. Les deux anges portent des encensoirs et regardent vers le haut, vers la pierre précieuse, et l'un d'eux tient un objet perçu comme étant une lampe. Le revers du cristal de roche est orné d'une intaille antique figurant une victoire ailée en train d'écrire sur un bouclier et d'émaux colorés. Au début des années 1950, Jean Taralon démonta la pièce pour la nettoyer et fit de nombreuses découvertes sur l'histoire de l'œuvre. Il a été déterminé que le bois était du noyer, mais que différentes parties du « A » dataient de périodes distinctes.
Le contraste entre l'architecture de la base et les montants latéraux  est évident. À l’exception des anges, la base sert davantage de socle et est moins richement ornée. Cette partie est couverte par des plaques de métal doré orné d'entrelacs végétaux ou d'inscriptions et sont le fruit probable d'un remploi de décors provenant de divers objets d'orfèvrerie datés de la fin du VIIIe au début du XIIIe siècle. Les bras ainsi que le sommet sont plus ornées et affichent la préciosité du cadeau de Charlemagne, marquant par là son pouvoir. Les reliquaires sont avant tout destinés à abriter des reliques physiques, mais le « A » est unique du fait que son importance symbolique est plus étroitement liée à la figure de Charlemagne, qu'il soit son donateur réel ou fantasmé.

## Tradition et pèlerinage
La tradition locale attribue ce reliquaire à un don de Charlemagne qui aurait fondé l'abbaye de Conques. Le souvenir légendaire de l'empereur d'Occident et de sa relation privilégiée avec ce lieu de pèlerinage reste vivant tout au long du Moyen Âge, comme le prouve la présence d'une représentation de Charlemagne sur le tympan du Jugement Dernier au-dessus de l'entrée de l'église abbatiale.
Une légende reprise dans la Chronique de Conques explique la présence de ce reliquaire en forme de « A »  à l'église abbatiale Sainte-Foi : Charlemagne aurait fondé de nombreux monastères, chacun d'entre eux ayant reçu une lettre dans l'ordre dans lequel ils ont été fondés. Selon cette légende, l'église abbatiale Sainte-Foi reçut le « A » et fut donc la première église à être fondée, mais il n'y a aucun moyen d'en être sûr : ce récit de Conques est bien plus tardif, et cherche avant tout à montrer l'ancienneté de l'abbaye et son illustre fondation. Une autre raison de remettre en question cette attribution de prestige pourrait être le fait que l'objet reprenne la forme d'un « A » que de manière incertaine : il n'y a pas de barre transversale au « A ».
Ce reliquaire est un exemple de l' « économie du pèlerinage »  en place au Moyen Âge. Les pèlerinages médiévaux étaient importants pour une église car on attendait souvent des pèlerins qu'ils fassent des offrandes aux saints dans leurs sanctuaires respectifs. En possédant de nombreuses reliques que les pèlerins désiraient voir, ces sanctuaires étaient en mesure d’attirer des pèlerins en grand nombre. En l'occurrence, l'objet était réputé contenir les reliques de plusieurs saints : les martyrs Laurent, Cyprien de Carthage et Artemon, disciple de saint Paul ainsi qu'Amans, évêque de Rodez au Ve siècle. Ces pèlerinages étaient motivés par la possibilité d'obtenir en retour de la part du saint des grâces spirituelles ou physiques, pouvant se manifester par le biais de miracles.
Le « A », à l'image de bien d'autres reliquaires, devint une réelle source de revenus pour les églises. La notoriété générée par le « A » et les autres reliques de Conques a exacerbé le conflit majeur entre l'église abbatiale de Conques et l'église voisine de Figeac. Ce « A », réputé provenir de Charlemagne, pouvait légitimer les prétentions de Conques.